# Cañuelas
Cañuelas é uma localidade do partido de Cañuelas, da Província de Buenos Aires, na Argentina. Possui uma população estimada em 24.380 habitantes (INDEC 2001).